# Делла Белла, Паоло
Паоло Джероламо Делла Белла (нем. Paolo Gerolamo Della Bella; род. 12 сентября 1977, Соренго, Тичино) — швейцарский хоккеист, вратарь. Чемпион России 2001 года в составе магнитогорского «Металлурга», чемпион Италии 2006 года в составе «Милано Вайперз».

## Биография
Родился в Швейцарии, в городе Соренго. Воспитанник хоккейного клуба «Амбри-Пиотта». В 1996 году дебютировал в высшей лиге Швейцарии. В сезоне 1997/98 был в составе команды «Давос». С 1998 по 2000 год учился в Оттавском университете, изучал маркетинг, выступал за студенческую команду в хоккейных лигах Северной Америки.
В сезоне 2000/01 выступал в Российской хоккейной лиге за магнитогорский «Металлург», провёл 16 матчей на льду. В составе клуба стал чемпионом России. Также выступал за дубль команды.
Сезон 2001/02 играл в Швейцарии за команды «Лугано» и «Ла-Шо-де-Фон». В следующем сезоне выступал за американскую команду «Ноксвилль Айс Беарз». С 2003 по 2014 год выступал за различные команды итальянской Серии A, в 2006 году в составе команды «Милано Вайперз» стал чемпионом страны.
Работал тренером вратарей в команде «Милано Россоблю», позже тренировал вратарей у различных юношеских швейцарских команд («Кьяссо», «Аскона», «Лугано») и сборных.